# Gerda van der Kade-Koudijs
Gerda van der Kade-Koudijs   (Rotterdam, 29 d'octubre de 1923 - Almelo, 19 de març de 2015) fou una atleta neerlandesa que va competir durant la dècada de 1940.
El 1948 va prendre part en els Jocs Olímpics de Londres, on va disputar tres proves del programa d'atletisme. Va guanyar la medalla d'or en la prova del 4x100 metres formant equip amb Xenia Stad-de Jong, Netty Witziers-Timmer i Fanny Blankers-Koen. En el salt de llargada fou quarta, mentre en els 80 metres tanques quedà eliminada en sèries.
En el seu palmarès també destaquen dues medalla d'or al Campionat d'Europa d'atletisme de 1946, en el 4x100 metres i el salt de llargada.

## Millors marques
- 100 metres. 11,9" (1944)
- 200 metres. 25,2" (1942)
- 80 metres tanques. 11.8" (1948)
- salt de llargada. 5.76m (1947)[2][3]